# خانواده جو بایدن
خانواده جو بایدن (انگلیسی: Family of Joe Biden) خانواده چهل و ششمین رئیس‌جمهور ایالات متحده آمریکا، شامل اعضای برجسته‌ای در حوزه‌های حقوق، آموزش، کنشگری و سیاست است. خانواده درجه یک جو بایدن از سال ۲۰۲۱ تا ۲۰۲۵ خانواده اول ایالات متحده آمریکا بودند. آنها همچنین از سال ۲۰۰۹ تا ۲۰۱۷ در دوران معاونت ریاست جمهوری بایدن در دوران باراک اوباما، خانواده دوم ایالات متحده بودند. خانواده بایدن اصالتاً اهل جزایر بریتانیا بوده و بیشتر اجداد آنها از ایرلند و انگلستان و تعداد کمتری از آنها از نوادگان فرانسوی هستند.
جو بایدن دو بار ازدواج کرده و پدر چهار فرزند است. هفت نوه او از دو پسرش هستند، پنج تا (سه نوه و دو نتیجه) از هانتر و دو نوه از بو. او اولین رئیس‌جمهوری است که در دوران ریاست جمهوری، فرزندِ نوه (نتیجه) خود را دیده است.

## خانواده درجه یک

### همسران

#### نیلیا هانتر
نیلیا هانتر بایدن، همسر اول جو بایدن، در ۲۸ ژوئیه ۱۹۴۲ متولد شد. این زوج در ۲۷ اوت ۱۹۶۶ با هم ازدواج کردند. پس از عروسی، خانواده بایدن به ویلمینگتون، دلاور، جایی که بایدن در آن، جزو اعضای شورای شهرستان نیوکاسل بود، نقل مکان کردند. حاصل این ازدواج سه فرزند بود: بو، هانتر و نائومی کریستینا
در ۱۸ دسامبر ۱۹۷۲ نیلیا به همراه نائومی، بو و هانتر در حال رانندگی بودند که دچار سانحه تصادف شدند آنها را بلافاصله به بیمارستان عمومی ویلمینگتون منتقل کردند اما نیلیا و نائومی به محض رسیدن فوت کردند، ولی دو پسرش با وجود داشتن جراحات جدی زنده ماندند.

#### جیل تریسی

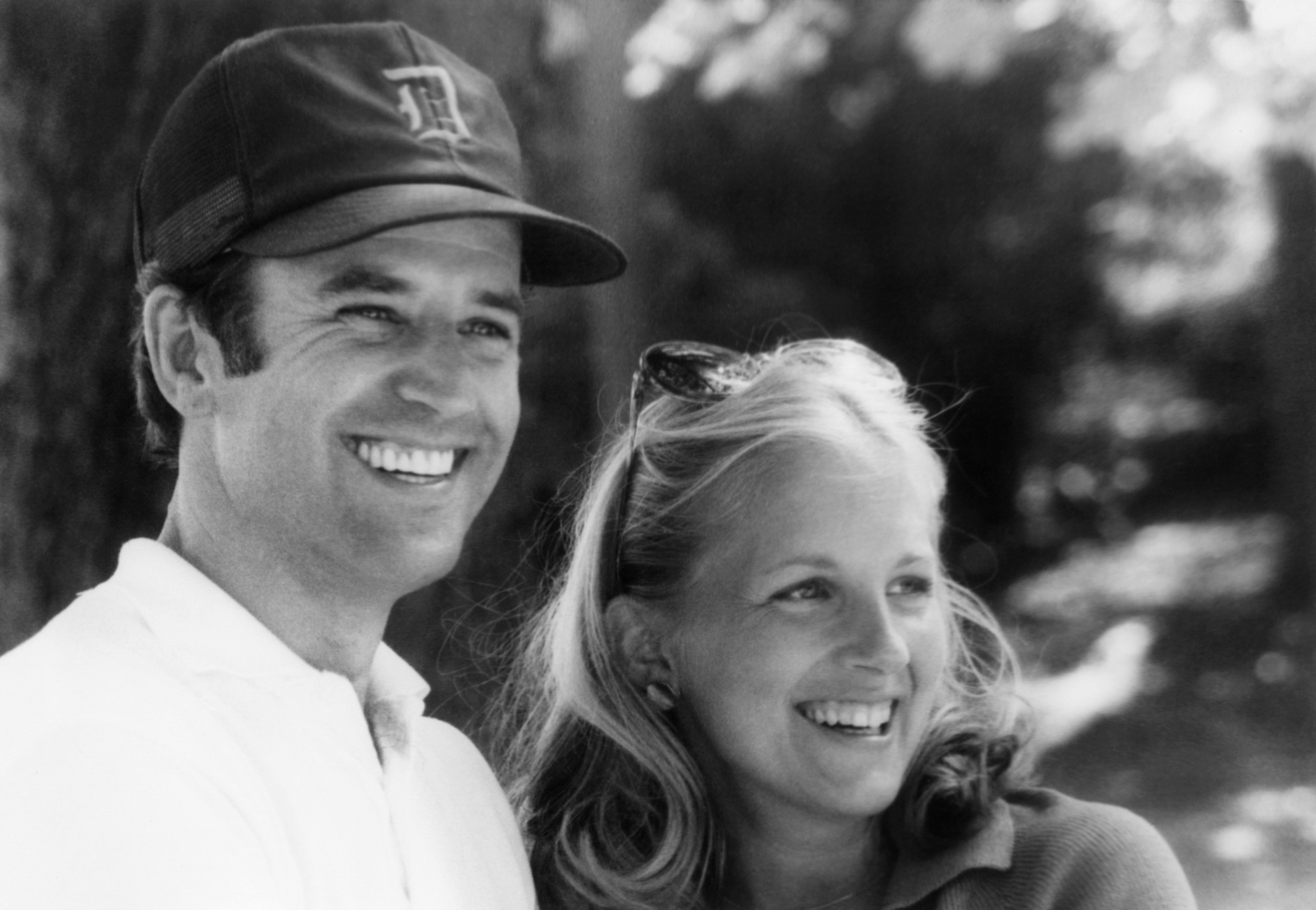
جو و جیل، اوایل آشنایی در دهه ۷۰ میلادی

جیل تریسی جیکوبز بایدن همسر دوم و فعلی جو بایدن است که در ۳ ژوئن ۱۹۵۱ متولد شد. او در مارس ۱۹۷۵ در یک بلایند دیت با بایدن آشنا شد.
جیل و جو بایدن در ۱۷ ژوئن ۱۹۷۷ توسط یک کشیش کاتولیک در کلیسای سازمان ملل متحد در شهر نیویورک ازدواج کردند. این اتفاق چهار سال و نیم پس از مرگ همسر اول و دختر کوچک جو رخ داد. جیل در ابتدا در مورد پذیرفتن مسئولیت بزرگ کردن دو پسر خردسال جو که از تصادف جان سالم به در برده بودند، مردد بود اما در نهایت آن را پذیرفت.

### فرزندان

#### بو بایدن
جوزف بو رابینت بایدن سوم مشهور به بو بایدن در ۳ فوریه ۱۹۶۹ در ویلمینگتون، دلاور متولد شد. بو در تصادف رانندگی‌ای که منجر به مرگ مادر و خواهرش شد، دچار شکستگی‌های متعدد استخوان شد، اما پس از گذراندن چند ماه بستری در بیمارستان، زنده ماند. بو از آکادمی آرچمیر، محل تحصیل پدرش و سپس در سال ۱۹۹۱ از دانشگاه پنسیلوانیا فارغ‌التحصیل شد، او در سال ۲۰۰۲ با هالی اولیور ازدواج کرد. ازسال ۱۹۹۵ تا ۲۰۰۴، وی در وزارت دادگستری ایالات متحده در فیلادلفیا، ابتدا به عنوان مشاور دفتر توسعه سیاست و بعداً به عنوان دادستان فدرال در دفتر دادستانی ایالات متحده مشغول به کار بود.
بایدن در چند سال پایانی عمرش از تومور مغزی رنج می‌برد.
در اوت ۲۰۱۳، بایدن پس از تجربه چیزی که مقامات کاخ سفید آن را «دوره‌ای از گیجی و ضعف» می‌نامیدند، در مرکز سرطان ام‌دی اندرسون دانشگاه تگزاس در هوستون بستری شد. وی تحت پرتودرمانی و شیمی‌درمانی قرار گرفت اما سرطان او همچنان پایدار ماند. در ۲۰ مه ۲۰۱۵، او به دلیل عود کردن سرطان مغز در مرکز پزشکی ملی نظامی والتر رید در بتسدا، مریلند بستری شد. اما سرانجام ده روز بعد، در ۳۰ مه ۲۰۱۵ در سن ۴۶ سالگی در آنجا درگذشت. مراسم تشییع جنازه او در تاریخ ۶ ژوئن ۲۰۱۵ در کلیسای سنت آنتونی پادوا در ویلمینگتون، دلاور برگزار شد. سپس پیکرش در کلیسای سنت جوزف در کنار رودخانه برندی‌واین در گرینویل، دلاور به خاک سپرده شد.

#### هانتر بایدن
رابرت هانتر بایدن در ۴ فوریه ۱۹۷۰ در ویلمینگتون متولد شد. او به همراه مادر و خواهر و برادرش در تصادف رانندگی سال ۱۹۷۲ حضور داشت و از ناحیه جمجمه دچار جراحات شد. وی به همراه برادر بزرگترش، پس از ماه‌ها درمان پزشکی، زنده ماندند. هانتر مانند پدر و برادرش، در آکادمی آرچمیر در کلیمونت، دلاور، تحصیل کرد و در سال ۱۹۹۲ با مدرک لیسانس هنر در رشته تاریخ از دانشگاه جورج تاون فارغ‌التحصیل شد. پس از فارغ‌التحصیلی از دانشگاه، او به عنوان داوطلب یسوعی‌ها در کلیسایی در پورتلند، اورگان مشغول خدمت شد و در آنجا با کاتلین بول آشنا شده و در سال ۱۹۹۳ با او ازدواج کرد. پس از یک سال تحصیل در مرکز حقوق دانشگاه جورج تاون، او به دانشکده حقوق ییل منتقل شد و در سال ۱۹۹۶ از آنجا فارغ‌التحصیل شد. او و کاتلین در سال ۲۰۱۷ از هم جدا شدند و در سال ۲۰۱۹ هانتر با ملیسا کوهن ازدواج کرد.
هانتر پس از فارغ‌التحصیلی از دانشکده حقوق ییل، در شرکت هلدینگ بانکی MBNA America مشغول به کار شد، که یکی از حامیان اصلی کمپین‌های سیاسی پدرش بود. بعدها او متهم به انجام جرم‌های سنگین فرار مالیاتی شد که در طول انتخابات ۲۰۲۰ ، دولت ترامپ خاطر نشان کرد که هانتر بایدن با شرکت هلدینگ اوکراینی بوریسما ارتباط داشته و به جرایم او اشاره کرد.
در سپتامبر ۲۰۲۴، هانتر به هر ۹ اتهام در پرونده فرار مالیاتی فدرال خود اعتراف کرد و دادستان‌ها را در حالی که برای محاکمه او آماده می‌شدند، غافلگیر نمود. او پیش از این، فرار عمدی مالیاتی ۱.۴ میلیون دلاری از سال ۲۰۱۶ تا ۲۰۱۹ را تکذیب کرده بود.با توجه به اعتراف بایدن به سه جرم سنگین مالیاتی و شش جرم سبک از جمله ارائه اظهارنامه‌های دروغین دادگاه علیه او حکمی صادر کرد مجموعاً تا ۱۷ سال زندان را در بر داشت
در اول دسامبر ۲۰۲۴، رئیس جمهور بایدن عفو کامل و بی‌قید و شرط پسرش هانتر را صادر کرد. این عفو شامل تمام جرائم فدرال مرتکب شده وی از اول ژانویه ۲۰۱۴ تا اول دسامبر ۲۰۲۴ می‌شد از جمله اتهامات مالیاتی، اتهامات مربوط به اسلحه و هرگونه جرم احتمالی دیگری که در آن زمان مرتکب شده بود.
این عفو با انتقاد دو حزبی از سوی اعضای کنگره مواجه شد که آن را آسیب رساندن به سیستم قضایی می‌دانستند.

#### نائومی بایدن
نائومی کریستینا بایدن ملقب به امی، در ۸ نوامبر ۱۹۷۱ در ویلمینگتون متولد شد. او در ۱۸ دسامبر ۱۹۷۲، زمانی که یک سال بیشتر نداشت، در همان تصادف رانندگی که مادرش نیلیا درگذشت، جان باخت.

#### اشلی بایدن

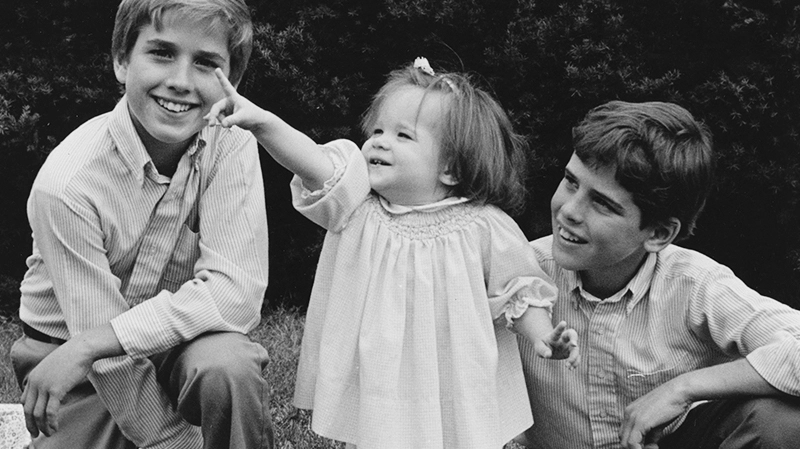
به ترتیب از چپ به راست: بو، اشلی و هانتر بایدن سال ۱۹۸۳

اشلی بلیزر بایدن در ۸ ژوئن ۱۹۸۱ در ویلمینگتون، دلاور متولد شد. او تنها فرزند جو بایدن از ازدواج دومش است. اشلی بایدن در مدرسه دوستان ویلمینگتون، یک مدرسه خصوصی که توسط کوئیکرها در ویلمینگتون اداره می‌شد، تحصیل کرد. وقتی در مدرسه ابتدایی بود، متوجه شد که شرکت لوازم آرایشی بون بل محصولات خود را روی حیوانات آزمایش می‌کند. او نامه‌ای به شرکت نوشت و از آنها خواست که سیاست خود را در مورد آزمایش روی حیوانات تغییر دهند. او بعداً در حفاظت از دلفین‌ها مشارکت کرد و پدرش را ترغیب کرد تا با باربارا باکسر، نماینده کنگره، برای نوشتن و تصویب قانون حفاظت از دلفین‌ها در سال ۱۹۹۰ همکاری کند. اشلی بایدن برای تصویب این قانون، در برابر اعضای کنگره ایالات متحده حاضر شد. همسر او پزشک هوآرد کراین است.

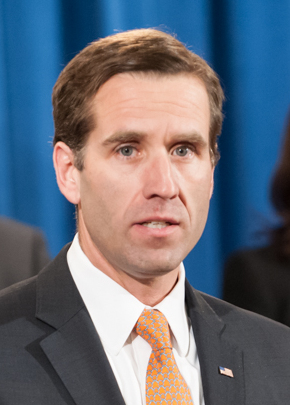
بو بایدن (فرزند اول)
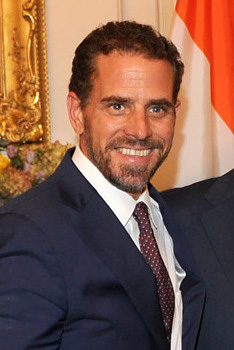
هانتر بایدن (فرزند دوم)
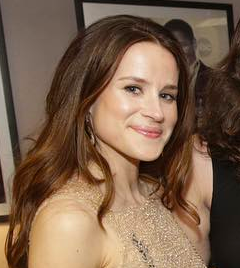
اشلی بایدن (فرزند چهارم)

### نوه‌ها

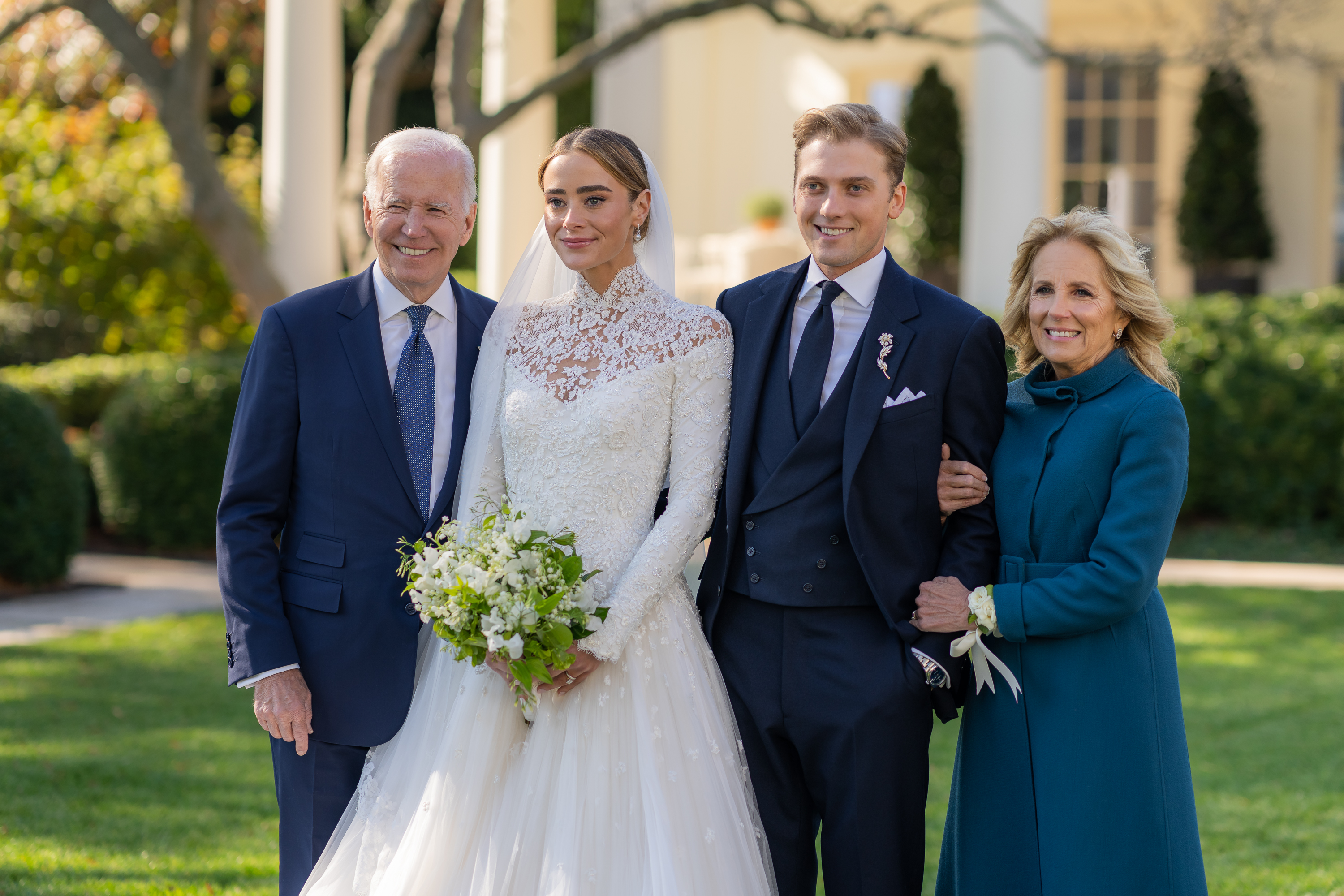
مراسم عروسی نائومی کینگ بایدن (نوه بایدن) و همسرش پیتر نیل در کنار جو بایدن و جیل بایدن در چمن جنوبی کاخ سفید سال ۲۰۲۲

جو بایدن دو بار ازدواج کرده و پدر چهار فرزند است. هفت نوه او از دو پسرش هستند، پنج تا از هانتر و دو تا از بو. او اولین رئیس جمهوری است که در دوران ریاست جمهوری، فرزندِ نوه (نتیجه) خود را دیده است.
- از بو بایدن (۱۹۶۹–۲۰۱۵)[۳۵]
  - دو نوه به همراه همسرش هالی الیور[۳۶]
    - ناتالی نائومی بایدن (متولد ۲۰۰۴)
    - رابرت هانتر بایدن دوم (متولد ۲۰۰۶)
- از رابرت هانتر بایدن (متولد ۱۹۷۰)
  - سه نوه از همسر اولش کاتلین بول[۳۷]
    - نائومی کینگ بایدن (متولد ۱۹۹۳)
      - یک نتیجه به همراه همسرش پیتر نیل:
        - ویلیام برانون نیل چهارم (متولد ۲۰۲۵)[۳۸]

    - فینگان بایدن (متولد ۲۰۰۰)
    - میسی بایدن (متولد ۲۰۰۱)

  - یک نتیجه به همراه همسرش لاندن رابرتز:
    - جوآن رابرتز (متولد ۲۰۱۸)[۳۹][۴۰]

  - یک نوه از همسر دومش ملیسا کوهن [۴۱]
    - بو بایدن (متولد ۲۰۲۰)

## والدین
کاترین ژان بایدن با نام خانوادگی قبلی فینگان؛ (۷ ژوئیه ۱۹۱۷ – ۸ ژانویه ۲۰۱۰) با جوزف رابینت بایدن پدر (۱۳ نوامبر ۱۹۱۵ – ۲ سپتامبر ۲۰۰۲) در سال ۱۹۴۱ ازدواج کردند که حاصل این ازدواج تولد جو بایدن بود. پس از مرگ کاترین بایدن در ۸ ژانویه ۲۰۱۰، رئیس جمهور باراک اوباما برای شرکت در مراسم تشییع جنازه او در ۱۲ ژانویه به ویلمینگتون سفر کرد.
بایدن پدر و همسرش کاترین در کنار هم در گورستان سنت جوزف در برندی‌واین در گرینویل، دلاور به خاک سپرده شده‌اند. قبر آنها نزدیک قبر عروسشان نیلیا هانتر بایدن و نوه‌شان نائومی و بو است.

## خواهر و برادر
جو بایدن بزرگترین فرزند از چهار خواهر و برادر در یک خانواده کاتولیک است و پس از او خواهر کوچکترش والری بایدن اوونز (متولد ۱۹۴۵) و دو برادر کوچکترش، جیم بایدن (متولد ۱۹۴۹) و فرانک بایدن (متولد ۱۹۵۳) قرار دارند. والری یکی از مدیران ستادهای انتخاباتی جو بایدن برای ریاست جمهوری بود. خواهرزاده بایدن، میسی اوونز (دختر والری بایدن اوونز) نیز در سیاست فعالیت داشته است.